# Taschen
A  Taschen egy művészeti könyv kiadó, melyet 1980-ban alapított Benedikt Taschen Kölnben, Németországban.  Eredetileg Taschen Comicsként jelent meg, melynek célja Benedikt Taschen kiterjedt képregény gyűjteményének a kiadása volt. Taschen számára mindig is meghatározó irányelv  volt a kevésbé ismert művészet terjesztése a nagyobb, mainstream könyvesboltok kínálatában, többek között az ő nevéhez kötődik a fétis, queer art, Erotikatörténet, Pornográfia és felnőtt tartalmú magazinok (többek között számos könyv a Playboyról) terjesztése is. Taschen a feltételezhetően ellentmondásos példányokat is kiadta, ezáltal segítve ezen művészeti ágak szélesebb közönséghez való eljutását, ugyanakkor az elfogadottabb témájú könyveket is sorra adta ki, képregények újranyomtatását, fotóművészeti, festészeti, design, divat, reklám történet, film és építészeti kiadványokat.

## Kiadványok
Taschen kiadványai számos méretben kaphatók, a hatalmas kötetektől kezdve, mely Leonardo da Vinci teljes életművét felöleli, a meghökkentően szokatlan közepes-méretű könyveken át, az “Ikon” sorozatukig, mely kisméretű, flexiborítású kiadványokban dolgoznak fel olyan témákat, mint  Las Vegas, Nevada régmúlt reklámjai, vagy például férfi aktok. A cég továbbá naptárak, noteszek, és népszerű témájú képeslapok gyártásával is foglalkozott.
A cég mindenkori célja olyan innovatív, kimagasló igényességgel megtervezett művészeti könyvek kiadása, melyek egyben népszerű áron is érhetőek el. Például az Icons sorozatnak évente számos új kiadása születik, 10 $/példány, mely kifejezetten alacsony árnak számít a művészeti kiadványok esetében. Másik, nagy népszerűségnek örvendő sorozatuk a Basic Art, melynek körülbelül 50 kötete jelent meg, mindegyik más művészt ölel föl, a skála rendkívül széles, Michelangelóról, de ugyanakkor Norman Rockwell, kortárs művészről is készültek kiadványok.
Mindemellett Basic Architecture sorozatot is kiadnak ugyanannak a stílusnak megfelelően, mint ami a Basic Art sorozatot jellemzi, a történelem legmeghatározóbb építészeire fókuszál, mint például Frank Lloyd Wright.
A könyvkiadás történetében a második legdrágább könyvet a Taschen adta ki, Muhammad Ali, amerikai bokszoló előtt tisztelgő, 700 oldalas kötetük ára $12, 500, 75 000 font volt. E könyvet a Spiegel a következőképpen kommentálta: „a legnagyobb, legsúlyosabb, legélénkebb dolog, ami valaha nyomtatásba került a civilizáció történetében”. A Sumo-t, Helmut Newton retrospektív kötetét szintén a Taschen adta ki, melynek ára $1500 volt és a limitált kiadású Araki kötetet is, melyhez $2500-ért lehetett hozzájutni.

## Üzletek
Taschen könyvesboltok az alábbi városokban találhatók:
- Berlin, (Friedrichstraße 180-184)
- Beverly Hills, (354 N. Beverly Drive)
- Brüsszel, (Grote Zavelplein)
- Köln, (Hohenzollernring 28)
- Koppenhága, (Østergade 2A)
- Hamburg, (Bleichenbrücke 1-7)
- Los Angeles, (6333 W. 3rd Street)
- London, (12 Duke of York Square)
- Miami, (1111 Lincoln Road - opening spring, 2010)
- New York City, (107 Greene Street)
- Párizs, (2 rue de Buci)

## Fordítás
- Ez a szócikk részben vagy egészben  a   Taschen című angol Wikipédia-szócikk fordításán alapul.  Az eredeti cikk szerkesztőit annak laptörténete sorolja fel. Ez a jelzés csupán a megfogalmazás eredetét és a szerzői jogokat jelzi, nem szolgál a cikkben szereplő információk forrásmegjelöléseként.

## Külső hivatkozások
- Hivatalos oldal